# Rudolf Hawel

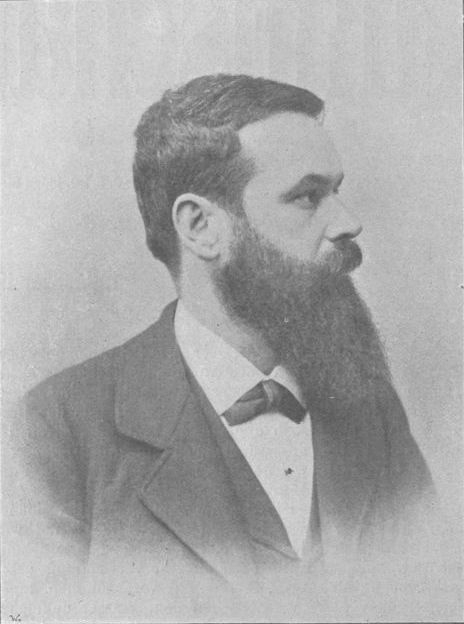
Rudolf Hawel (Illustrirte Rundschau, 1901)

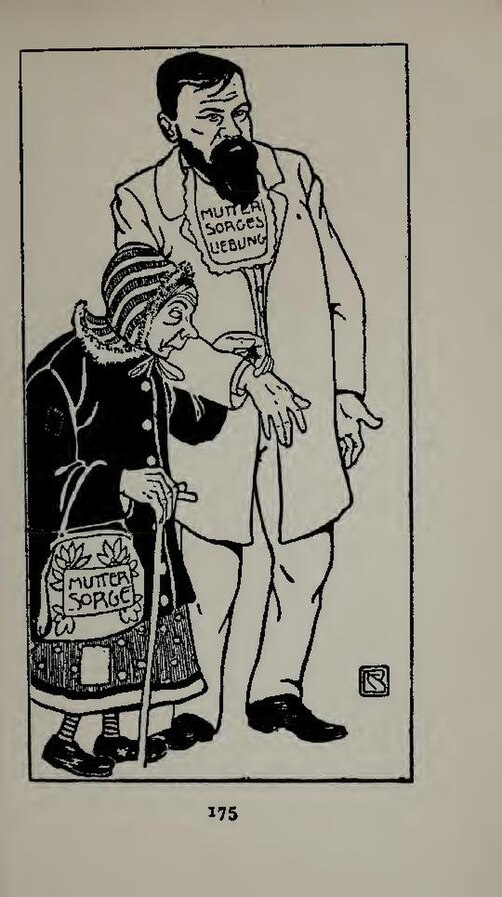
Bertha Czegka Mutter Sorge (1902)

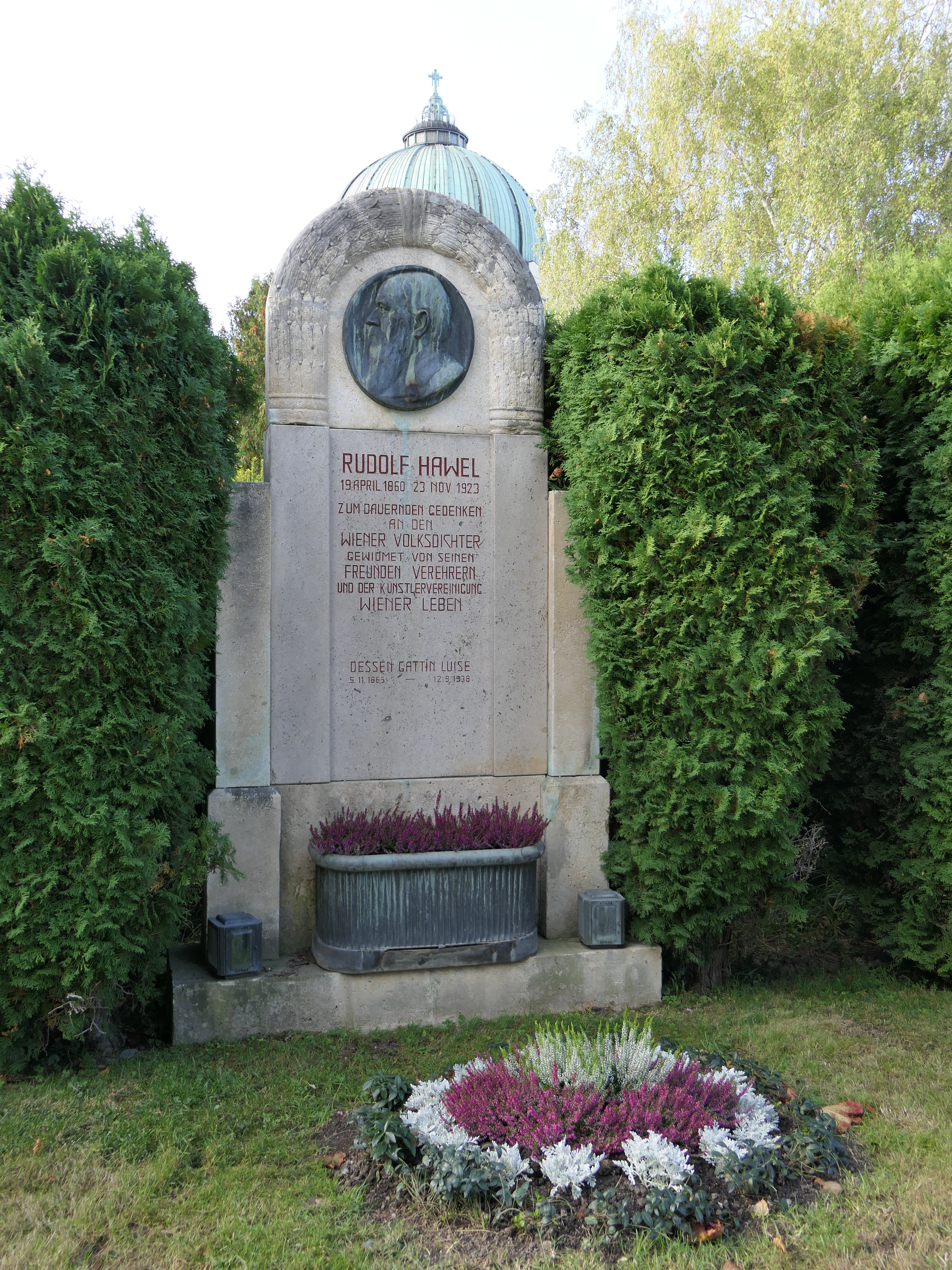
Grabstätte von Rudolf Hawel

Rudolf Hawel (* 19. April 1860 in Wien, Kaisertum Österreich; † 23. November 1923 ebenda) war ein österreichischer Schriftsteller.
Nach schwerer Jugend wurde Hawel Volksschullehrer in Wien. Er schrieb unter anderem Gedichte, Erzählungen, Romane und Dramen. Hawel war ein volkstümlich-realistischer Erzähler und herausragender Vertreter des Wiener Volksstücks, der in seinen Werken Humor mit Sozialkritik zu verbinden wusste.
Er ruht in einem Ehrengrab auf dem Wiener Zentralfriedhof (Gruppe 32 C, Nummer 4).

## Werke
- Märchen für große Kinder (1900)
- Mutter Sorge, Theaterstück (1902)
- Frieden, Legende in drei Bildern (Theaterstück), Uraufführung Deutsches Volkstheater, 10. Dezember 1902
- Die Politiker, Komödie (1904)
- Kleine Leute, Roman (1904)
- Fremde Leut, Theaterstück (1905)
- Erben des Elends, Roman (1906)
- Der Naturpark, Theaterstück (1906)
- Heimchen im Hause, Theaterstück (1907)
- Im Reich der Homunkuliden, Roman (1910).
- Dr. Thorns Lebensabend, Roman[2]